# Simon Schubert

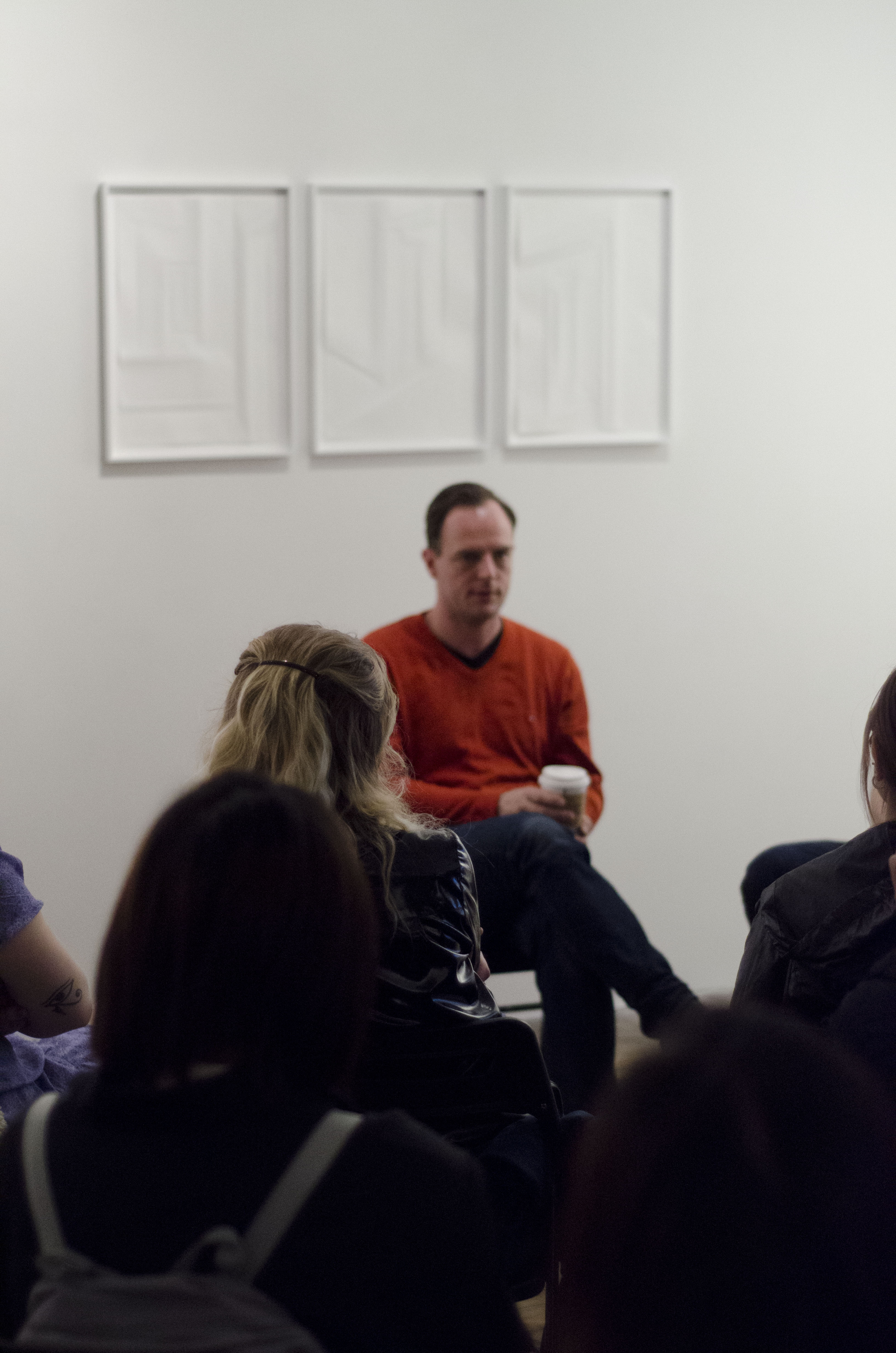
Simon Schubert (2018)

Simon Schubert (* 1976 in Köln) ist ein deutscher Künstler.

## Leben
Simon Schubert war während seines Studiums Meisterschüler bei Irmin Kamp an der Kunstakademie Düsseldorf und Assistent von Paul Good. Er wurde 2008 mit dem ZVAB-Phönix Kunstpreis ausgezeichnet. Er ist verheiratet mit der Künstlerin Cosima Hawemann.

## Werk
Schuberts Papierarbeiten entstehen durch einen komplexen Prozess des Faltens und Falzens, durch den die großen Papierbögen eine plastische Qualität und Dreidimensionalität erreichen. Mit dieser Technik erschafft der Künstler perspektivisch verzerrte Innenräume, lange Gänge und steile Treppenfluchten innerhalb der jeweiligen Architektur. Seine oft lebensgroßen Skulpturen verschwinden hinter dichtem Haar und scheinen dem Betrachter ihren Rücken zuzudrehen, aus welcher Richtung er sich ihnen auch zu nähern versucht. Einsamkeit, Isolation, Verlust und Auflösung sind die wiederkehrenden Themen in Schuberts Werk.

## Ausstellungen (Auswahl)

### Einzelausstellungen
- 2005 Faltwerk, Kunstraum 22, Köln
- 2007 ENTROPIA, mit Cosima Hawemann, Kunststiftung Villa de Bank, Enschede, Niederlande
- 2008 Simon Schubert. monode, Kunst-Station St. Peter, Köln
- 2009 In Apnoesie, upstairs berlin, Berlin[2]
- 2013 Blind Space, Abtei Brauweiler, Brauweiler[3]
- 2018 Durch endlose Flure, Cuxhavener Kunstverein, Cuxhaven, Germany
- 2019 The Voice of the Lobster, Städtische Galerie Kaarst, mit / with Cosima Hawemann, Kaarst, Germany
- 2019 Schattenreich, Museum Morsbroich, Germany
- 2019 Raumfalte, Kunstverein Heinsberg, Heinsberg, Germany
- 2025/26 Untiefen des Raums. Simon Schubert im Feld-Haus, Clemens-Sels-Museum, Neuss

### Gruppenausstellungen
- 1999 Schubert en co, Kunststiftung Villa de Bank, Enschede, Niederlande
- 2003 Vier Akademiestudenten, BBK-Kunstforum, Düsseldorf
- 2005 Siebenfach, GKK, Krefeld
- 2005 Lohn der Arbeit, Städtische Galerie, Herne
- 2006 Klasse Kamp 1974–2006, Kunsthalle Düsseldorf, Düsseldorf
- 2007 Tombola, kjubh Kunstverein, Köln
- 2008 paper8, upstairs berlin, Berlin
- 2009 Chhttt… Le merveilleux dans l’art contemporain (2ème volet), Altkirch, Frankreich
- 2009 Wasser und Wein – Der Katholische Faktor in der zeitgenössischen Kunst, Städtische Galerie im Leeren Beutel, Historisches Museum Regensburg, Regensburg
- 2009 Sehnsucht nach dem Abbild. Das Porträt im Wandel der Zeit, Kunsthalle Krems, Krems an der Donau / A
- 2009 Raum sichten, Gesellschaft für Kunst und Gestaltung, Bonn
- 2009 Kunstpreis junger Westen 2009, Kunsthalle Recklinghausen, Recklinghausen
- 2009 Art Made of Paper, Craft Museum of Finland, Jyväskylä
- 2009 Chhttt… Le merveilleux dans l'art contemporain, 2ème volet, CRAC ALSACE, Altkirch
- 2010 Infinite Fold, Galerie Thaddeus Ropac, Paris
- 2010 Walking the Borderline, Erfurter Kunstverein, Erfurt
- 2010 Il sogno secreto / Der geheime Traum, Lo Spirito del Lago, Isola Bella, Lago Maggiore
- 2010 Rot, Anna Genger, David Jones, Simon Schubert, Christine Schulz und Veronika Veit, upstairs berlin, Berlin
- 2010 Hängung # 6 – Arbeiten auf Papier, KUNSTWERK, Sammlung Alison und Peter W. Klein, Eberdingen-Nussdorf
- 2010 1910 Figur 2010, Georg Kolbe Museum, Berlin
- 2010 Summer Exhibition 2010, Royal Academy of Arts, London
- 2010 Liebhaberstücke. Zeitgenössische Kunst aus Mülheimer Privatsammlungen, Kunstmuseum Mülheim an der Ruhr
- 2011 Von Engeln und Bengeln, Kunsthalle Krems
- 2011 Zwischen Film und Kunst – Storyboards von Hitchcock bis Spielberg, Kunsthalle Emden
- 2011 Quergänger, Kunstverein Lo spirito del Lago, Stresa
- 2011 Haus Ascher, Kunstverein Bregenz, Bregenz
- 2012 Schattenfuge, Städtische Galerie Villa Zanders, Bergisch Gladbach
- 2012 Zeitgespenster, Museum Schloss Morsbroich, Leverkusen
- 2012 Trait papier, un essai sur le dessin contemporain, Museum of Fine Arts of la Chaux-de-Fonds, La chaux-de-Fonds
- 2012 Markus Karstieß und Simon Schubert, Philara, Sammlung zeitgenössischer Kunst, Düsseldorf
- 2012 Zwischen Film und Kunst. Storyboards von Hitchcock bis Spielberg, Deutsche Kinemathek Berlin
- 2012 Markus Karstieß und Simon Schubert, Philara, Sammlung zeitgenössischer Kunst, Düsseldorf
- 2013 HAIR! Das Haar in der Kunst. Meisterwerke aus der Sammlung Ludwig von der Antike bis Warhol, von Tilman Riemenschneider bis Cindy Sherman, Ludwiggalerie, Schloss Oberhausen
- 2014 Einknicken oder Kante zeigen? Die Kunst der Faltung, Museum für Konkrete Kunst, Ingolstadt
- 2014 Les Esthétiques d'un monde désenchanté, Centre d’art contemporain CAC, Meymac
- 2015 Walk the Line. Neue Wege der Zeichnung, Kunstmuseum Wolfsburg

## Auszeichnungen
- 2008 Kunstpreis ZVAB-Phönix
- 2005 Vordemberge-Gildewart Stipendium der Stadt Köln, Stapelhaus, Köln
- 2004 Bergischer Kunstpreis, Museum Baden, Solingen